# Reproduction
Reproduction è il primo album del gruppo britannico The Human League, pubblicato dalla Virgin Records nel 1979.

## Tracce
Lato A
1. Almost Medieval - 4:43
2. Circus of Death - 3:55
3. The Path of Least Resistance - 3:33
4. Blind Youth - 3:25
5. The World Before Last - 4:04

Lato B
1. Empire State Human - 3:17
2. Morale...You've Lost That Loving Feeling - 9:39
3. Austerity/Girl One (Medley) - 6:44
4. Zero As A Limit - 4:13

Bonus track versione CD 1987 (rimasterizzato nel 2003)
1. Introducing - 3:19
2. The Dignity of Labour part 1 - 4:22
3. The Dignity of Labour part 2 - 2:53
4. The Dignity of Labour part 3 - 3:56
5. The Dignity of Labour part 4 - 3:52
6. Flexi Disc - 4:11
7. Being Boiled (Fast Version) - 3:54
8. Circus of Death (Fast Version) - 4:40